# Saratoga (Film)
Saratoga ist eine US-amerikanische Filmkomödie aus dem Jahr 1937 von Jack Conway. Die Hauptrollen spielten Clark Gable und Jean Harlow.

## Handlung
Nur mit Widerwillen nimmt der Buchmacher Duke Bradley einen Schuldschein auf die Pferdefarm seines Freundes Frank Clayton an. Doch aus Zuneigung zu Frank und dessen Vater akzeptiert er. Als Frank während eines wichtigen Pferderennens an einem Herzanfall stirbt, verspricht Duke der gerade von einer Europareise zurückgekehrten Tochter Carol, den Schuldschein zu vergessen. Ihr Verlobter, der Millionär Hartley Madison, will Duke auszahlen, doch Carol schwört, die Schuld selber noch vor ihrer Hochzeit zu begleichen. Dazu will sie Duke auf seinen Reisen von Rennbahn zu Rennbahn begleiten und mitarbeiten. Duke und Carol, die bisher Freunde waren, beginnen, sich ineinander zu verlieben.
Duke versucht, Hartley zu überreden, hohe Beträge zu wetten. Hartley hatte vor Jahren eine große Summe bei Duke gewonnen. Carol hat den Verdacht von Duke ausgenutzt zu werden. Sie verspricht Hartley, sie werde ihn heiraten, sobald ihr Pferd das große „Saratoga-Rennen“ gewonnen hat. Hartley setzt bei Duke einen hohen Betrag auf Carols Pferd. Der Favorit des Rennens ist jedoch ein Pferd von Fritzi Kiffmeyer, einer alten Freundin von Duke. Das Rennen muss durch ein Zielfoto entschieden werden. Carol hofft, dass Kiffmeyers Pferd gewinnt, denn sie will nicht, dass Duke ruiniert wird. Kiffmeyers Pferd wird als Gewinner ausgerufen. Carol und Duke finden wieder zueinander.

## Hintergrund
Das Titellied Saratoga, das von Grace Saxon und den „Four Esquires“ gesungen wird, stammt von Walter Donaldson (Melodie) sowie Bob Wright und Chet Forrest (Text). Diese drei komponierten auch den Song The Horse with the Dreamy Eyes. Cliff Edwards, ein zu der Zeit bekannter Sänger mit dem Künstlernamen „Ukulele Ike“ begleitete den Song auf seiner Ukulele.
MGM ließ den Film in Lexington im US-Bundesstaat Kentucky und auf dem Saratoga Race Track, einer Pferderennbahn in Saratoga Springs im US-Bundesstaat New York, drehen. Für das Szenenbild des Films sorgten der Filmarchitekt Cedric Gibbons und der Ausstatter Edwin B. Willis. Toningenieur war Douglas Shearer.
Für die Rolle der Carol Clayton war zuerst Carole Lombard vorgesehen, die aus vertragsrechtlichen Gründen – sie stand zu der Zeit bei Paramount Pictures unter Vertrag – nicht mitwirken konnte. Clark Gable und Jean Harlow hatten schon sieben Filme zusammen gedreht, daher entschied sich Studiochef Louis B. Mayer die Rolle an Harlow zu vergeben.
Der Film ist der letzte mit Jean Harlow. Im Mai 1937, als ca. 90 % des Films abgedreht waren, brach Harlow auf dem Set zusammen und verstarb eine Woche später. Die restlichen Szenen wurden mit Mary Dees gedreht, die nur von hinten gefilmt wurde. Die Stimme wurde mit Paula Winslowe nachsynchronisiert. Zuerst wollte Mayer die Harlow-Szenen mit einer anderen Schauspielerin neu drehen. Schauspielerinnen wie Virginia Bruce oder Jean Arthur wurden in Erwägung gezogen. Doch Probevorführungen mit den alten Szenen hatten ergeben, dass das Publikum den Film ohne Jean Harlow nicht akzeptieren würde.
Der Film wurde am 23. Juli 1937 in den USA uraufgeführt. Während der Film in Österreich bereits 1938 in den Kinos gezeigt wurde, erschien er in Deutschland erst am 16. September 1988 in einer TV-Premiere des Senders ARD. Weltweit spielte der Film 3,3 Millionen US-Dollar ein.

## Kritiken
Das Lexikon des internationalen Films bezeichnete den Film als „unterhaltsam, aber konventionell inszenierte Komödie.“ Variety beschrieb den Film als glamouröses Komödien-Drama, mit einer der besten Leistungen von Jean Harlow.